# Anomala forcipalis
Anomala forcipalis är en skalbaggsart som beskrevs av Ohaus 1910. Anomala forcipalis ingår i släktet Anomala och familjen Rutelidae. Inga underarter finns listade i Catalogue of Life.